# هیروشیما ۲۲۴۷
سیارک ۲۲۴۷ (به انگلیسی: 2247 Hiroshima، نامگذاری:6512P-L) دو هزار و دویست و چهل و هفتمین سیارک کشف شده‌است که در ۲۴ سپتامبر ۱۹۶۰ کشف شد.
قدر مطلق سیارک برابر ۱۳٫۹۰ است.